# Markthalle (Fère-en-Tardenois)

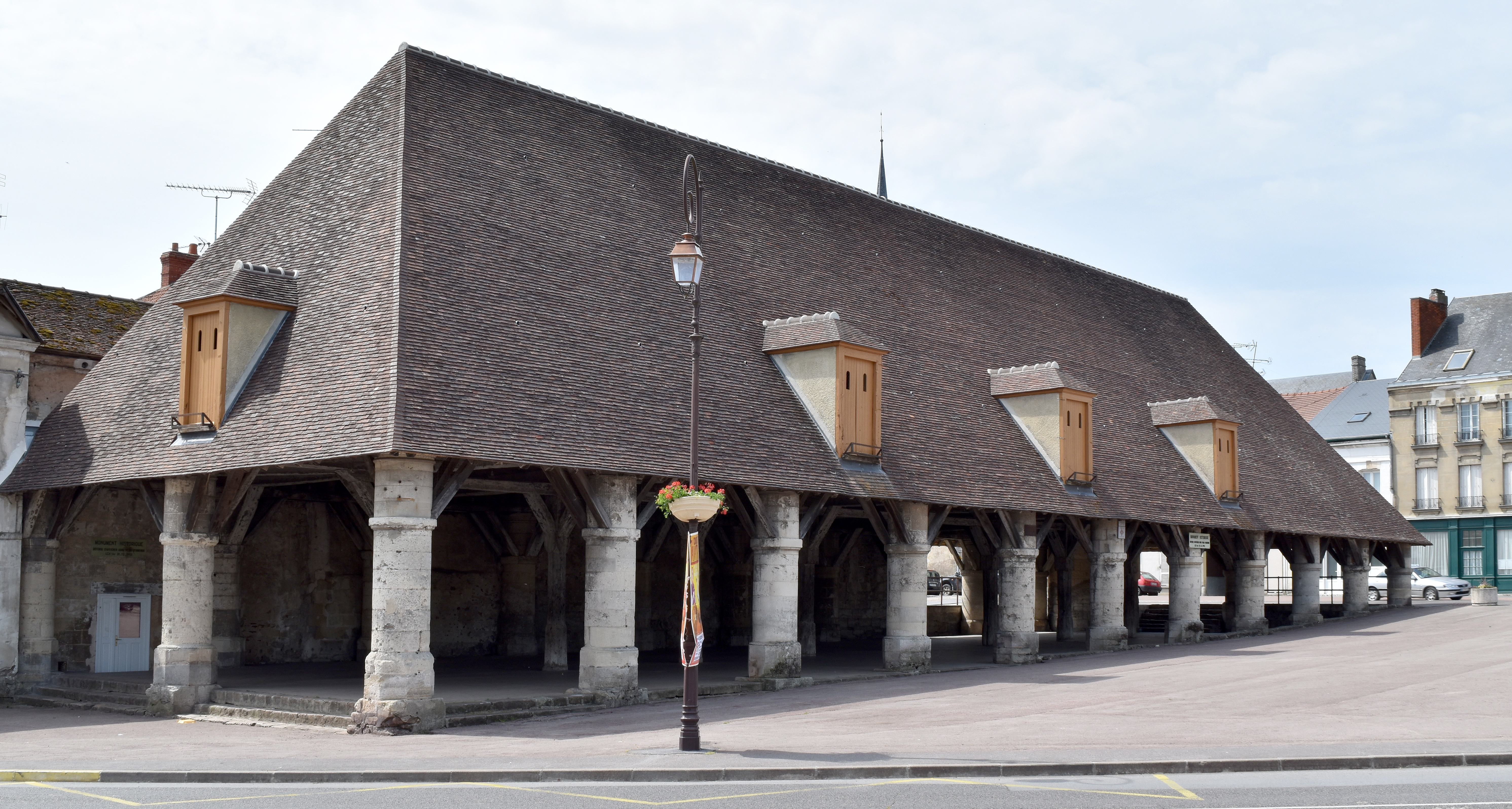
Markthalle in Fère-en-Tardenois

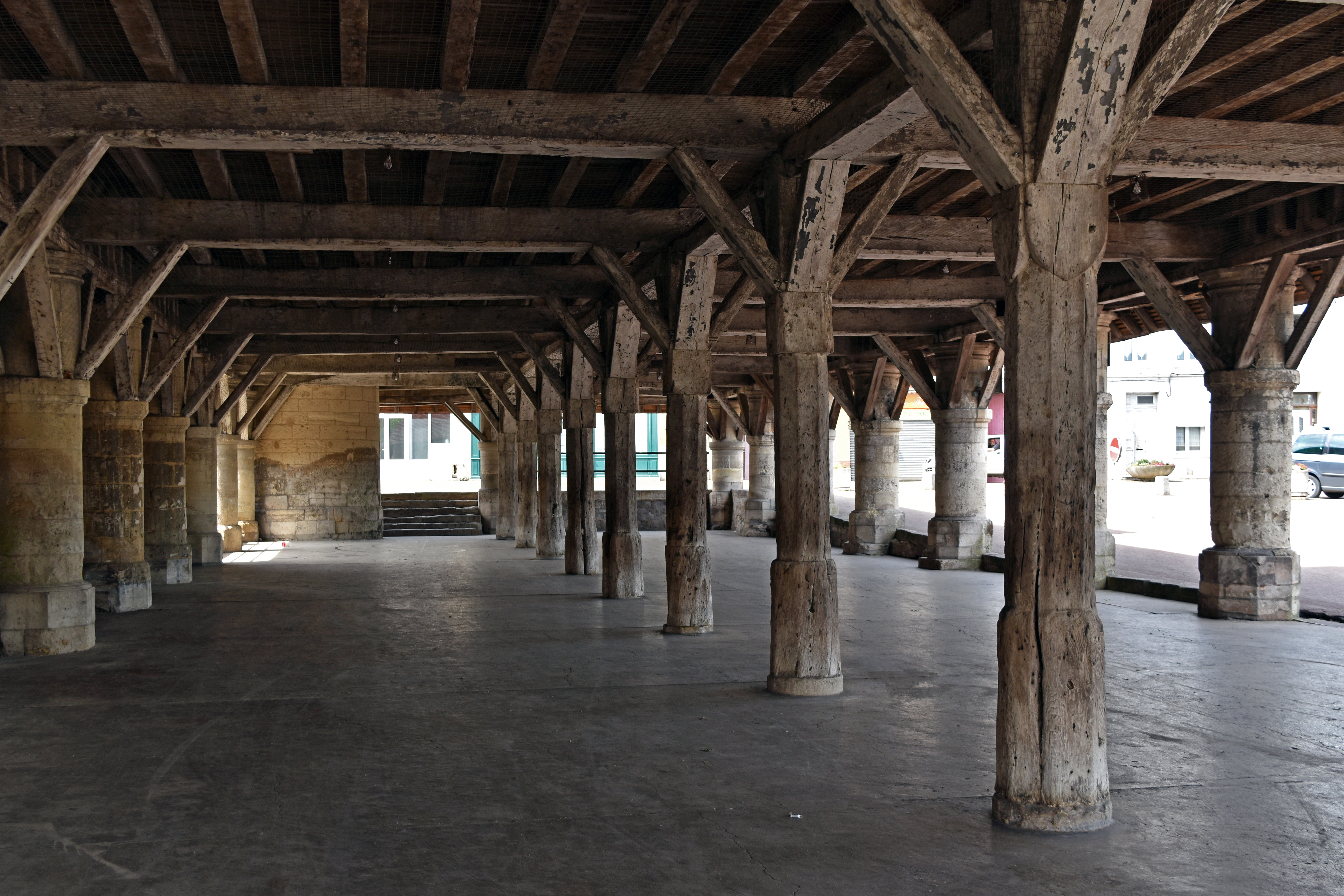
Innenansicht

Die Markthalle in Fère-en-Tardenois, einer französischen Gemeinde im Département Aisne in der Region Hauts-de-France, wurde im 16. Jahrhundert errichtet. Die Markthalle an der Rue des Marchans steht seit 1921 als Monument historique auf der Liste der Baudenkmäler in Frankreich.
Das Gebäude besteht aus einer Holzkonstruktion, die außen von steinernen Säulen und innen von hölzernen Stützen getragen wird. Das Dach mit Gauben ist weit heruntergezogen.